# Paolo Migliorini
Paolo Migliorini (Friburgo, 1936) è un geografo italiano.

## Biografia
Figlio di Bruno Migliorini e nipote di Elio Migliorini, dal 1968 al 2006 insegnò geografia economica nelle Università degli Studi di Roma "La Sapienza", Roma Tre e Cassino. 
Dal 1963 al 2009 collaborò all'ufficio di redazione dell'Istituto dell'Enciclopedia Italiana, sovraintendendo alla sezione geografica del Lessico universale italiano e alla realizzazione nel 1972 dell'Atlante e repertorio geografico.

## Attività scientifica
L'attività scientifica si è concentrata su temi inerenti all'organizzazione dello spazio e la valorizzazione delle risorse naturali, con particolare riguardo alle implicazioni territoriali e ambientali dello sviluppo economico.

## Opere
- Paolo Migliorini, Calamità naturali, Roma, Editori Riuniti, 1981.

| Controllo di autorità | VIAF (EN) 8713167867529623060007 |